# Triebfahrzeugbegleiter
Ein Triebfahrzeugbegleiter (Abkürzung: Tb), früher Beimann genannt, ist ein Mitarbeiter eines Eisenbahnverkehrsunternehmens, der zusätzlich zum Triebfahrzeugführer auf dem Führerstand eines Triebfahrzeuges mitfährt.

## Funktion
Der Triebfahrzeugbegleiter unterstützt den Triebfahrzeugführer bei der technischen Überwachung des Fahrzeugs, der Beobachtung der Strecke, der Signale und des Zuges. Bei plötzlichem Ausfall des Triebfahrzeugführers während der Fahrt ist es seine Aufgabe, den Zug selbstständig zum Halten zu bringen. Heute sind diese Funktionen in Deutschland weitgehend technischen Systemen übertragen.
Lediglich auf Steilstreckenabschnitten sind sie auch heute noch vorgeschrieben, da technische Systeme immer nur zeitverzögert wirken.

## Geschichte
Mit der Ablösung der Dampflokomotive durch Elektro- und Diesellokomotive wurden für diesen Dienst ehemalige Heizer herangezogen. In den 1980er und wenigstens in den frühen 1990er Jahren lief ein Betriebsversuch „Fahren ohne Triebfahrzeugbegleiter bei Zügen mit Geschwindigkeiten von mehr als 140 km/h“. Er wurde 1991 auf 200 km/h schnelle Züge ausgedehnt. Für Geschwindigkeiten über 200 km/h war vorerst im Führerstand noch ein Triebfahrzeugbegleiter erforderlich. Dies betraf insbesondere den ICE-Verkehr. In Deutschland bedient der Triebfahrzeugführer das Triebfahrzeug in der Regel heute alleine. Auch auf Schnellfahrstrecken werden keine zusätzlichen Triebfahrzeugbegleiter mehr eingesetzt. Voraussetzung dafür ist das Vorhandensein einer wirksamen Sicherheitsfahrschaltung (Sifa), einer Fahr- und Stillstandsüberwachungseinrichtung oder einer anderen Einrichtung zum selbsttätigen Anhalten des Fahrzeuges. Diese Einrichtungen überwachen kontinuierlich die Arbeitsfähigkeit des Triebfahrzeugführers und lösen eine Zwangsbremsung aus, wenn dieser nicht mehr aktiv mitwirkt. Bei Ausfall der Sicherheitsfahrschaltung kann der Zug nur dann die Fahrt ohne Geschwindigkeitseinschränkung fortsetzen, wenn ein Triebfahrzeugbegleiter gestellt werden kann. Da sich durch die Mitfahrt des Triebfahrzeugbegleiters dann mehrere Personen im Führerstand aufhalten, sind Signalbegriffe außerdem laut anzusagen („Signalzuruf“).